# Montoldre
 Montoldre  là một xã ở tỉnh Allier thuộc miền trung nước Pháp.